# كيت رايس
كيت رايس (من مواليد 22 ديسمبر عام 1882، وتوفي في 3 يناير 1963) مستكشفةً ومغامرة وكاتبة كندية من مقاطعة أونتاريو. استقرت رايس، معتمدة على ذاتها فقط، في مناطق من شمال مقاطعة مانيتوبا، وعملت على استكشافها والتنقيب عن المعادن فيها. حظيت رايس باهتمام واسع النطاق بسبب أسلوب حياتها المليء بالمغامرات وعقلها الفذ، وجمالها الفاتن الشبيه بجمال التماثيل، ونجاحها في صناعة المعادن، المهنة التي كانت تعمل فيها قلة قليلة جدًا من النساء في تلك الفترة.

## أولى سنوات حياتها وتعليمها
ولدت كاثلين كريتون ستار رايس عام 1882 لهنري لينكولن رايس (من مواليد عام 1857 وتوفي عام 1833)، ولشارلوت «لوتي» كارتر رايس (من مواليد 1862 وتوفيت عام 1941)، في عائلة من الطبقة المتوسطة العليا، في مدينة سانت ماري بمقاطعة أونتاريو الكندية. عانى والد رايس من تغيير مهنته بشكل متكرر بصفته تاجر حبوب ورث حصصًا كاملة من شركة كارتر ميلنغ بعد وفاة مؤسسها، والد زوجته، جورج كارتر (من مواليد عام 1826 في مدينة تيبيراي في جمهورية إيرلندا وتوفي عام 1899).
كان جد رايس لأبيها، القس الدكتور دوايت رايس (من مواليد عام 1815، وتوفي عام 1884) وزيرًا ميثوديًا تقدميًا، وأسس كُلّية خاصة بالنساء في مدينة هاميلتون في مقاطعة أونتاريو الكندية. عندما كانت رايس في السادسة، تعلمت التجديف في نهر سانت ماري والتخييم على ضفتيه على يد والدها الذي اعتاد أن يقصّ عليها حكايا المستكشف دانيال بون، وتمكن بذلك من زرع حبّ طويل الأمد للمغامرة والتنزه في قلب ابنته.

## دراستها وحياتها المهنية
التحقت رايس بجامعة تورنتو، وحازت على منحة إدوارد بليك مرتين. درست الرياضيات والفيزياء والفلك وتخرجت عام 1906.
في عام 1908، انتقلت رايس غربًا إلى مستوطنة تيز السكانية في مقاطعة ألبرتا الكندية حيث درّست في أحد المدارس الصيفية هناك. عملت رايس بعدها كأستاذة لمادة الرياضيات في كلية ألبرت في مدينة بيلفيل بمقاطعة أونتاريو، ودرّست بعدها، بين عامي 1911 و1912، في مدينة يوركتن الواقعة شرق مقاطعة ساسكاتشوان الكندية، حيث بدأت في استكشاف جبال روكي الكندية، وتسلق سلسلة جبال كاسكيد. أصبحت رايس، بعد ذلك، مولعة بتسلق الجبال واستكشافها، وانضمت لاحقًا إلى نادي جبال الألب الكندي.
في سن التاسعة والعشرين، قررت رايس العيش وحيدة معتمدة على نفسها، والمشاركة في افتتاح الحدود الشمالية الجديدة لكندا. في تلك الفترة، وحتى عام 1929، لم تكن للنساء الكنديات مكانة اعتبارية في القانون الكندي، وكنّ ممنوعات من امتلاك العقارات أو امتلاك سند قانوني للمنازل أو للمساكن الشخصية، فما كان من رايس إلّا أن استعانت بشقيقها، لينكولن، لشراء 6 كيلومترات مربعة (3.7 أميال مربعة) من الأراضي الواقعة إلى االشمال من بلدة باس في مقاطعة مانيتوبا وبدأت فيها العمل بالزراعة عام 1913.

## أعمال التنقيب والاستكشاف
بعد فترة وجيزة من انتقالها إلى باس، عُثر على رسالة ذهبية على بعد 90 كيلومتر (56 ميل) إلى الشمال من بحيرة بيفر. بدأت رايس بعدها دراسة التنقيب، وقراءة كل كتب الجيولوجيا التي يقع نظرها عليها. صادقت رايس أفرادًا من شعب الكري المحلي، وتعلمت لغتهم، وتعلمت منهم أيضًا مطاردة الحيوانات واصطيادها. في عام 1914، اقترضت رايس مبلغًا من المال من صديقة جامعية قديمة، وعيّنت مرشدًا ينتمي لقبائل الكري ليساعدها في الانتقال شمال نحو بحيرة بيفر بواسطة زلاجة تجرها الكلاب. سافرت رايس بعدها باتجاه الشمال إلى بحيرة لاك بروتشيت باستخدام زورق وبدأت فيها أعمال التنقيب. خلال حملتها هذه، اكتشفت رايس دلائل على وجود الزنك في بحيرة ريندير، إلا أنها لم تطالب بنسب هذا الاكتشاف لها، لعدم وجود سكة حديد تخدم تلك المنطقة، ما جعل من استكشافها وتطويرها أمرًا في غاية الصعوبة.